# Guatemalteeks honkbalteam

Vlag van Guatemala.

Het Guatemalteeks honkbalteam is het nationale honkbalteam van Guatemala. Het team vertegenwoordigt Guatemala tijdens internationale wedstrijden. Het Guatemalteeks honkbalteam hoort bij de Pan-Amerikaanse Honkbal Confederatie (COPABE). 

## Wereldkampioenschappen
Guatemala nam 12x deel aan de wereldkampioenschappen honkbal. De zesde plaats in de eindrangschikking van 1948 en 1961 was de hoogste klassering.
| Editie    | 1947 | 1948 | 1950 | 1951 | 1952 | 1953 | 1961 | 1965 | 1969 | 1970 | 1972 | 1973 ** |
| Prestatie | 9e   | 6e   | 10e  | 10e  | 12e  | 8e   | 6e   | 7e   | 10e  | 7e   | 10e  | 8e      |

*  ** WK in Nicaragua